# A2000 road
Die A2000 ist eine Class-I-Straße, die 1922 zwischen Crayford und Slade Green festgelegt wurde. In Slade Green endete sie an der A206, die zum Zeitpunkt der Festlegung ebenso dort endete, da die Trasse der A206 nach Dartford noch in Bau war.